# روفوس دوز
روفوس دوز (بالإنجليزية: Rufus Dawes)‏ هو ضابط وسياسي أمريكي، ولد في 4 يوليو 1838 بمقاطعة مورغان في الولايات المتحدة، وتوفي في 1 أغسطس 1899 بمارييتا في الولايات المتحدة. حزبياً، نشط في الحزب الجمهوري. وقد انتخب عضو مجلس النواب الأمريكي.